# Колібрі колумбійський
Колі́брі колумбійський (Talaphorus chlorocercus) — вид серпокрильцеподібних птахів родини колібрієвих (Trochilidae). Мешкає в Амазонії. Це єдиний представник монотипового роду Колумбійський колібрі (Talaphorus). Раніше цей вид відносили до роду Андійський колібрі (Leucippus), однак за результатами низки молекулярно-філогенетичних досліджень вид був переведений до відновленого роду Talaphorus.

## Опис
Довжина птаха становить 10-12 см, вага 6 г. Довжина крила становить 5,8 см, довжина хвоста 4 см, довжина дзьоба 1,9 см. Верхня частина тіла зелене з металевим відблиском, тім'я і потилиця бронзово-зелені. Нижня частина тіла світло-сіра, горло поцятковане зеленими плямами з металевим відблиском. Нижні покривні пера хвоста темно-сіро-коричневі з білими краями. За очима білі плями. Хвіст зелений, крайні стернові пера мають сірі кінчики, на кінці у них темні смуги.

## Поширення і екологія
Колумбійські колібрі мешкають в долинах річок Амазонка, Укаялі і Напо, в Перу, Еквадорі, Бразилії (на схід до гирла Ріу-Негру) і на крайньому півдні Колумбії. Вони живуть у вологих рівнинних тропічних лісах на берегах річок, на висоті до 150 м над рівнем моря. Зустрічаються поодинці, живляться нектаром квітів, іноді збирають комах з листя. Колумбійські колібрі є територіальними птахами.